# Gipsoteca
Gipsoteca és un terme que prové del grec i significa literalment “recull de guixos”. Designa una col·lecció d'escultures fetes en guix, normalment reproduccions d'obres clàssiques o antigues, fragments arquitectònics, relleus, terracotes, monedes o altres elements artístics i arqueològics, obtingudes mitjançant el sistema del vessat.
Les gipsoteques tenen un origen vinculat a la formació artística i l'estudi de la història de l'art, especialment a partir del segle XVIII, quan es consolida la disciplina com a ciència autònoma. Aquestes col·leccions podien tenir finalitats didàctiques —com a models per a escoles de belles arts—, divulgatives o commemoratives, i permetien l'accés a obres originals conservades en museus llunyans o de difícil accés. Avui dia, algunes gipsoteques tenen també valor patrimonial propi com a testimonis de la història de l'ensenyament artístic i de la museografia.